# 尚弘業
尚弘業（1512年（正德七年）—1576年5月28日（萬曆四年四月二十）），和名浦添王子朝喬，琉球國第二尚氏王朝時期王族。尚維衡長子。童名思松金。小祿御殿二世。嘉靖年間（公元1522年 - 1566年）襲父家統任浦添間切總地頭職。萬曆四年丙子1576年四月二十日卒，壽六十五。號海公，葬於浦添極樂陵。
他是尚懿和向里瑞的父親，也是尚寧王的祖父。

## 家族
- 父：尚維衡（浦添王子朝滿，向氏小祿御殿元祖）
- 母：呉氏思乙金按司（號圭臺。吳起良（花城親方宗義）之女，成化十八年（1482年）生，嘉靖二十八年（1549年）卒，壽六十八）
  - 弟（次子）：向弘禧（佐敷王子朝雄，無嗣）
  - 弟（三子）：尚弘瑞（安波茶按司朝孝，無嗣）
  - 妹（長女）：峰間聞得大君（號梅南，童名不詳，萬曆五年（1577年）丁丑九月廿七日卒。未婚）
  - 妹（次女）：首里宇和茂理按司（童名不詳）

- 妻：豊見城大按司志良禮，童名思乙金（號慈光。父為豐見城王子尚源道。生年不詳，萬曆三十六年戊申（1608年）三月初六卒） 
  - 長子：尚懿（與那城王子朝賢，號秋嶺，小祿御殿三世。第二尚氏王朝第5代王尚元王女婿, 第8代王尚寧王的父親。）
  - 次子：向秉義（豐見城按司朝重，無嗣）
  - 三子：尚弘德（羽地王子朝元，羽地御殿元祖）
  - 四子：向秉禮（勝連按司朝久）
  - 五子：向秉知（勝連按司朝綱）
  - 六子：向里瑞（浦添親方朝師，任尚寧王朝廷的三司官）
  - 長女：世治新君按司（嫁吳啓元（呉氏國頭親方先元），童名、生卒不詳）
  - 次女：君清良按司（嫁馬順德（國頭按司正格），童名、生卒不詳）
  - 三女：君加那志按司（嫁安波根親方，童名、生卒不詳）